# 海渡雄一
海渡 雄一（かいど ゆういち、1955年〈昭和30年〉7月21日 - ）は、日本の弁護士。第二東京弁護士会所属。
弁護士で参議院議員の福島瑞穂（社会民主党党首）とは、夫婦別姓を実行するため婚姻届を提出しない事実婚関係にある。

## 人物
兵庫県伊丹市生まれ。灘中学校・高等学校では地学部天文班に所属し、科学者を志望していたが、高校2年の時、灘OBの東大理学部生と話すうちに「これはかなわない」と思い、文系に転向。
監獄内の人権状況の改善のため、1995年（平成7年）に監獄人権センター（NPO法人）を設立し、事務局長に就任した。
1998年（平成10年）には、国連人権高等弁務官事務所主催の専門家会議「刑務官に対する人権教育」に招待された。
監獄人権センターは、2003年（平成15年）、東京弁護士会人権賞を受賞している。
弁護士としては、通信傍受法を問題視し、2017年には共謀罪を批判している。
2011年（平成23年）8月20日のニューヨーク・タイムズに「日本で最も有名な反原発カップル」と評された。
2018年7月には地下鉄サリン事件などテロ犯罪を行った罪で死刑が確定した松本智津夫（麻原彰晃）死刑囚らに死刑が執行されたことを受け、死刑制度廃止を要求する市民団体と会見を開き、日本政府抗議と死刑廃止を要求した。
威力業務妨害などで社会問題となっている連帯労働組合関西地区生コンを支援する「関西生コンを支援する会」の呼びかけ人。

### 略歴
- 1979年（昭和54年） 東京大学法学部卒業（前年22歳で司法試験合格）
- 1981年（昭和56年） 司法修習33期修了し弁護士登録
- 日弁連において刑事拘禁改革実現本部事務局長代行、国際刑事立法対策委員会副委員長、共謀罪立法対策ワーキンググループ事務局長を歴任。
- 2010年（平成22年）4月～2012年（平成24年）5月 日本弁護士連合会事務総長

### 過去に係わった訴訟や事件
- 国労弁護団
- 原子力発電所廃炉を主張する訴訟多数（もんじゅ訴訟、浜岡訴訟など）。
- 航空機事故遺族代理人（日航機事故、中華航空機事故）。
- 電力線搬送通信訴訟
- 横浜市保育所民営化反対裁判(2006年3月に勝訴判決)
- グリーンピース宅配便窃盗事件
- 函館市大間原発差止訴訟
- 京王線連続立体交差事業認可等取消請求事件
- 放射23号線事業認可取消請求事件

## 映画
- 『日本と原発――私たちは原発で幸せですか？』 2014（制作、監督）,構成:海渡雄一,作曲:新垣隆
- 『日本と原発 4年後』 2015（制作、監督）構成:海渡雄一,作曲:新垣隆,
- 『日本と再生 光と風のギガワット作戦』2017（制作、監督）,構成:海渡雄一.作曲:新垣隆,坂本龍一

## 著作（共著含む）
- 『刑事司法改革ヨーロッパと日本』（岩波ブックレット269、岩波書店）1992年
- 『男が語る家族・家庭』（ドメス出版）1994年
- 『監獄と人権』（明石書店）1995年
- 『監獄と人権 2』（明石書店）2004年
- 『共謀罪とは何か』（岩波ブックレット686）2006年
- 『危ないぞ！共謀罪』（樹花舎）2006年
- 『憲法の危機をこえて』（明石書店）2007年
- 『刑務所改革』（日本評論社）2007年
- 『刑事司法改革と刑事訴訟法　下』（日本評論社）2007年
- 『国際社会が共有する人権と日本』（明石書店）2008年
- 『刑罰に脅かされる表現の自由』（現代人文社）2009年
- 『公害・環境訴訟と弁護士の挑戦』（法律文化社）2010年
- 『講座国際人権法 3』（信山社）2011年
- 『原発訴訟』（岩波書店）2011年
- 『北海道電力<泊原発>の問題は何か』（寿郎社）2012年
- 『福島原発で何が起きたか』（岩波書店）2012年
- 『何のための秘密保全法か』（岩波ブックレット853）2012年
- 『脱原発を実現する』（明石書店）2012年
- 『原発の安全と行政・司法・学界の責任』（法律文化社）2013年
- 『秘密法で戦争準備・原発推進』（創史社）2013年
- 『反原発へのいやがらせ全記録――原子力ムラの品性を嗤う』（明石書店）2014年
- 『沿線住民は眠れない―京王線高架計画を地下化に』（緑風出版）2018年